# Arkady Simanov
Arkady Nikolayevich Simanov (tiếng Nga: Аркадий Николаевич Симанов; sinh ngày 7 tháng 3 năm 1992) là một cầu thủ bóng đá người Nga. Anh thi đấu cho FC Olimpiyets Nizhny Novgorod.